# MGM-51 Shillelagh
Ford MGM-51 Shillelagh — американська протитанкова керована ракета розроблена для стрільби з звичайної гармати. Спочатку вона була призначалася бути частиною протитанкової ракетної системи короткого, середнього і далекого радіуса дії для встановлення на бронетехніку у 1960-х та 70-х роках без збільшення калібру гармат. Ракета повинна була стати ракетою середньої дальності. Розробка системи яка б могла стріляти як снарядами так і ракетами була доволі складною. Вона повинна була бути основним озброєнням легкого танку M551 Sheridan, але ракетна система не потрапила до підрозділів які воювали у В'єтнамі. На жаль невелика кількість з 88,000 ракет була застосована у бою.
Шілейла вважалася рівною пізніше створеній протитанковій керованій по дроту ракеті BGM-71 TOW виробленій у 1970 у США, яку не можна було вистрілювати зі ствола гармати, але система керування була схожа. Проте гармати основних бойових танків кінця 20 ст. калібром від 100 до 125 мм та їх боєкомплект довели свою ефективність у боротьбі з бронею супротивника. Поки радянські інженери розробляли ракети для стрільби крізь дуло гармати, у США та НАТО розробляли керовані танкові снаряди.
Назва системи походить від традиційної ірландської дерев'яної ключки.

## Історія
Зі швидким зростанням товщини броні під час Другої Світової війни, танки отримали можливість вижити після ураження снарядами від найбільших протитанкових гармат. Нове покоління гармат, особливо британська 105 мм Royal Ordnance L7, могли впоратися з цією задачею, але наступне покоління гармат повинно було стати ще більшим.
Для розв'язання цієї проблеми в армії США почали віддавати перевагу кумулятивним снарядам (HEAT). Ефективність ураження кумулятивного снаряда не пов'язана зі швидкість польоту, це дозволяє вести вогонь з набагато легших гармат. Такі снаряди можуть мати великий діаметр, а гармати з великим діаметром і низькою швидкістю польоту снаряду встановлені на легку та середню, за вагою, техніку можуть бути чудовими штурмовими гарматами. Проте, снарядами з малою швидкістю польоту важко стріляти на далекі дистанції. Армія США прагнула подолати цю проблему шляхом створення керованої ракети з кумулятивним зарядом з великою точністю на дальності у кілька сотень метрів.

## Розробка
У 1958 у армії вирішили, що наявних знань достатньо для створення керованої ракети з кумулятивним зарядом і у червні 1959 Sperry та Ford Aeronutronic було запропоновано створити ракету короткого радіуса дії. Ford виграв контакт і розпочав роботу над XM13. Перші пускові тести пройшли у 1960, а лімітоване виробництво розпочато у 1964. Тоді ракета мала назву MGM-51A.
Базова система була досить передовою на той час. Тіло ракети становило собою довгу трубу зі стабілізаторами які відкидалися назад. Після виходу з дула гармати стабілізатори відкидалися і запускався маршевий двигун. Для запобігання обертанню під час руху по каналу ствола, у нарізний паз гармати вставлявся малий «ключ». Наведення ракети було простим; навідник утримував свій приціл на цілі, у той час електроніка у системі прицілювання стежила оптично за ракетою і відсилала коригування через ІЧ канал зв'язку. В основному відсоток влучань був великим.
Через те, що система була новітньою, виробництво Шілейли стикнулося з проблемами. Ford Aeronutronic недооцінило проблеми які могли б виникнути при створенні ракети. Головними проблемами були проблеми за паливом, системою запалення, системою стеження та інфрачервоного каналу зв'язку.

## Шерідан

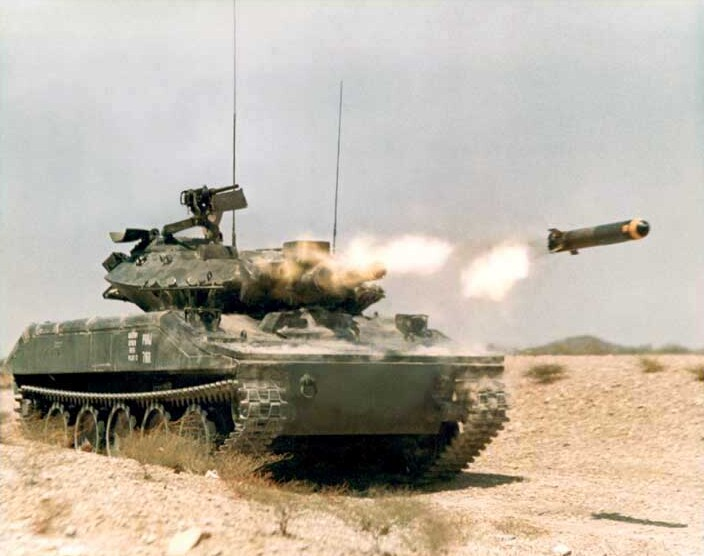
Постріл ракетою MGM-51 Шілейла з танку Шерідан

M81/MGM-51 було спочатку встановлено на M551 Шерідан. Шерідан був легкою ББМ з алюмінієвої броні розроблений для перевезення повітрям як протитанкова підтримки повітряно-десантних військ. У 1966 американська армія почала вимагати від генерала Вестморленда застосувати танк у Південному В'єтнамі, але він відмовився, мотивуючи це тим, що без боєкомплекту до гармати, Шерідан є нічим іншим, як кулеметом вартістю $300,000. У 1968 з'явилися набої для 152 мм гармати і M551 Шерідан було направлено до Південного В'єтнаму для військових операцій у січні 1969. Ракети Шілейла не стали проблемою під час В'єтнамської війни: їх просто не використовували.
152 мм гармата танку Шерідан проявила себе капризною під час операцій у В'єтнамі. Горючі гільзи 152 мм безгільзових боєприпасів згорали не повністю, потребуючи складну і повільну систему продування ствола. Вони також детонували при влучанні у танк. Велика віддача гармати при стрільбі викликала збої у тонкій системі запуск ракет. Ці проблеми, у купі з відсутністю відповідних цілей, призвело до використання Шеріданів без складної ракетної системи.
Шілейла була довша за звичайні снаряди, через це боєкомплект їх був малий. Боєкомплект складався з 9 ракет та 12 кумулятивних пострілів M409 для близького бою. Крім того ракета виявилася дуже довгий мінімальний діапазон. Керування ракетою починалося лише з дальності у 730 метрів. Через свою максимальну дальність 2000 м, система була ефективна лише на досить вузькому проміжку бойових дистанцій.
Хоча максимальна дальність у 2000 м була прийнятна, у армії розмірковували про її покращення. Ford отримав контракт на розроблення ракети дальньої дії у 1963. Тестові стрільби MGM-51B було розпочато у травні, а виробництво розпочато у жовтні 1966. Крім модифікації ракет, було змінено і гармату. Під час тестування виявлено, що ключовий паз у гарматі веде до розтріскування після кількох пострілів. Після вивчення версій зі зменшеним пазом було обрано новий ствол M81E1/MGM-51C.
Довжина нової ракети складала 1,1 м довжини, близько 150 мм у діаметрі, мала вагу 27 кг. Виробництво тривало до 1971, до цього часу було створен 88,000 ракет, для використання на основних бойових танках. Близько половини ракет було відстріляно по бункерам Шеріданами під час операції Буря в Пустелі (Ірак/Кувейт) у січні та лютому 1991. Це було єдине використання ракет у бойових умовах.

## M60A2 «Starship»

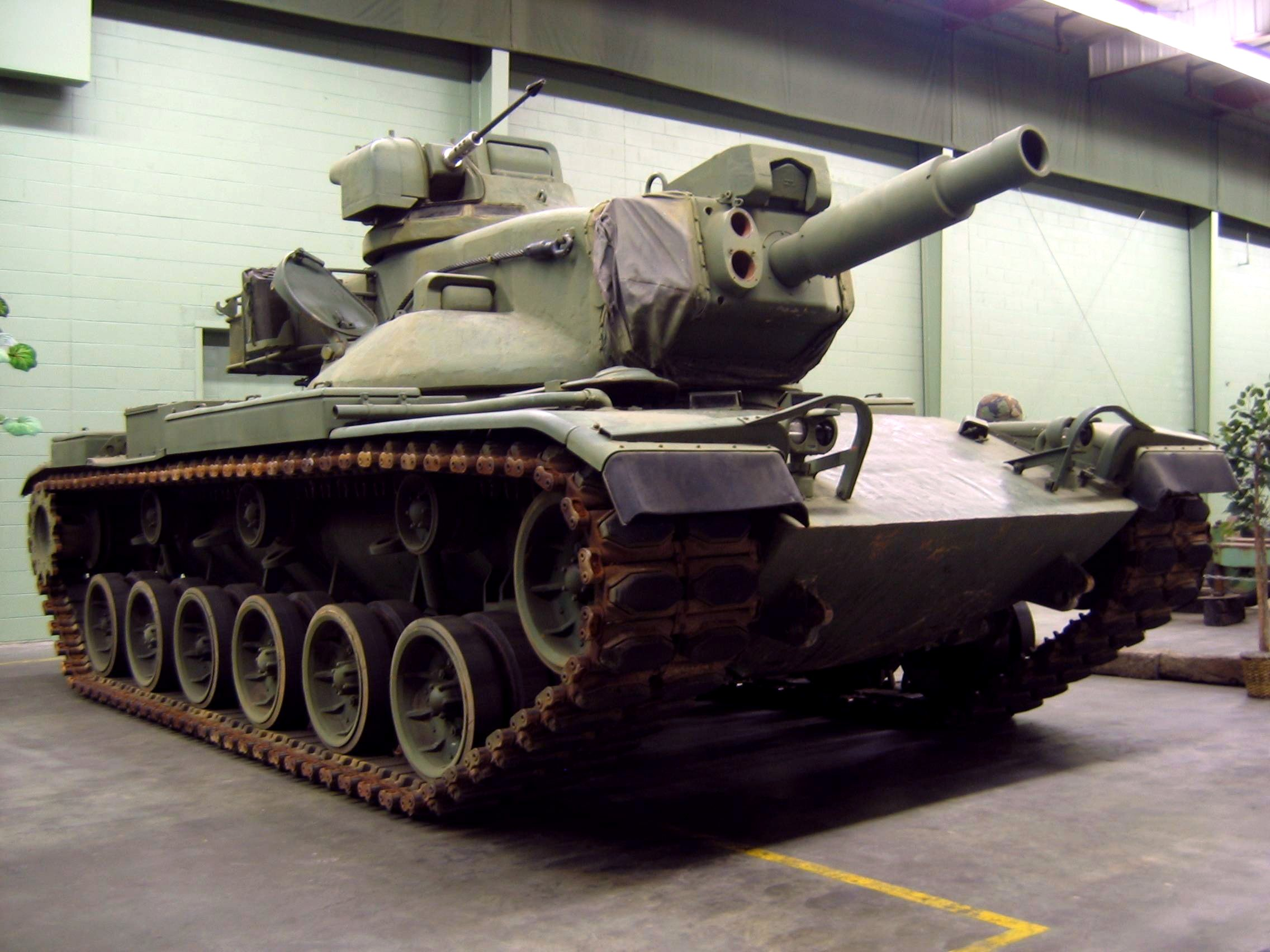
M60A2 у Американському музеї Бронетехніки у Данвіллі, Віргінія, липень 2006.

Навіть не зважаючи на проблеми які показала система, було доведено, що навіть легкий десантний танк може вести боротьбу проти основних бойових танків. Питання про те чи зможе ракетна система стати основним озброєнням усіх основних бойових танків є досі відкритим. Армія розпочала розробку низькопрофільних башт з короткоствольними гарматами для існуючих танків M60 у 1960-х, але не розміщували замовлення на доставку до 1971, до вирішення основних проблем з системою. Танки M60 з системою Шілейла було прийнято на службу у 1974, але через постійні проблеми були зняті з озброєння у 1980. Остання версія M60A3 використовувала таку ж гармату і башту як у M60A1.

## MBT-70

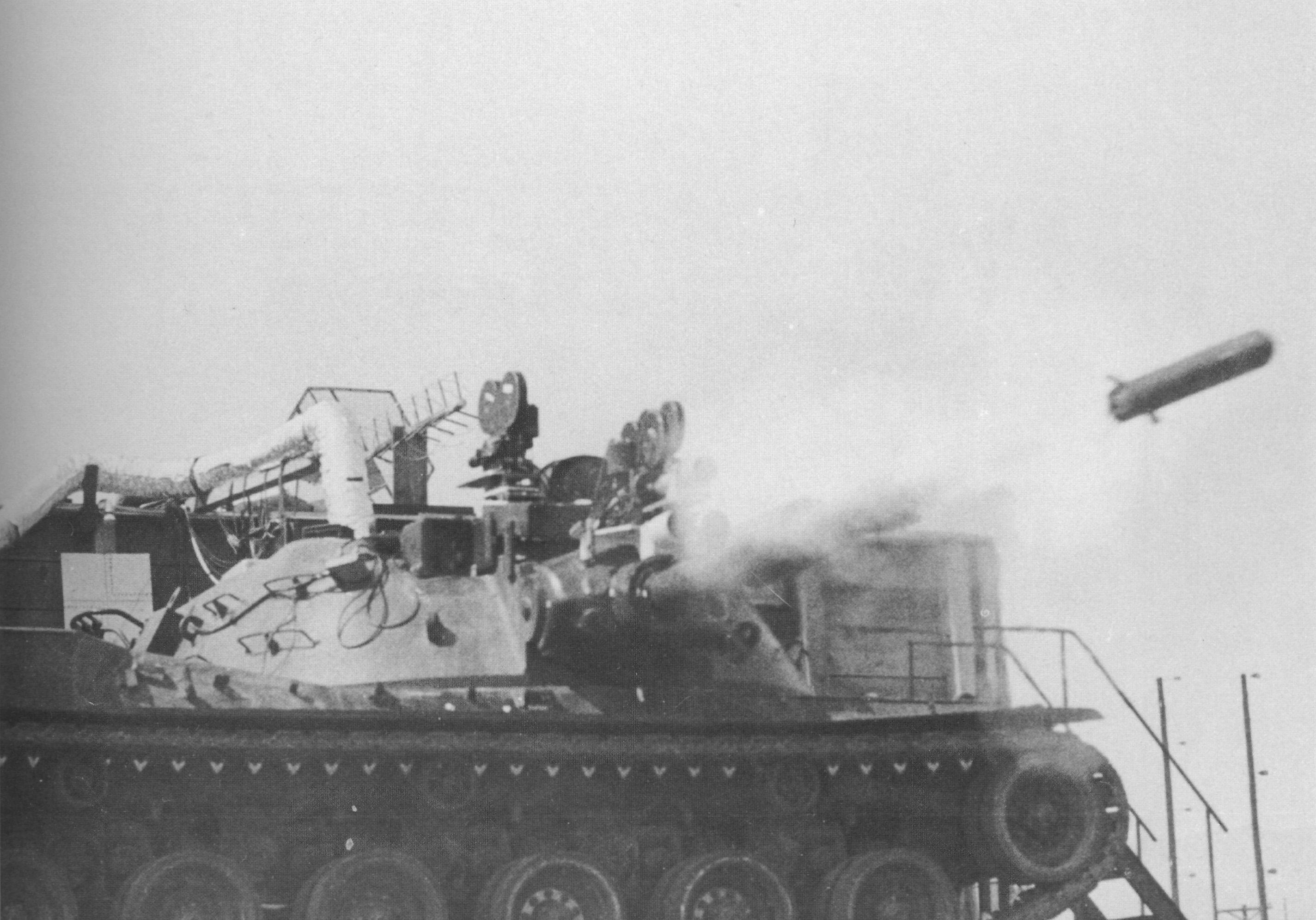
Прототип MBT-70 на вогневих випробуваннях MGM-51

Найамбіційним проєктом з використання системи Шілейла став танк MBT-70, вдосконалений американо-німецький танк. Розробку MBT-70 розпочато у 1963. Танк було обладнано великою баштою з  автоматом заряджання на короткому шасі, такому короткому, що для водія не було місця спереду. Гармата була новою з довгим стволом, XM-150, що збільшувало дальність і давало можливість конкорувати з підкаліберними снарядами. Однак проєкт затягнувся, і у 1969 розрахункова вартість одиниці зросла в п'ять разів. Німеччина покинула проєкт. Армія запропонувала варіант «усіченої» версії системи, XM-803, але Конгрес відмінив це у листопаді 1971. Через місяць було виділено кошти на проєкт M1 Abrams. Конструкція M1 передбачала звичайну гармату.
Радянські інженери створили схожу ракетну систему AT-11 Снайпер, для стрільби з 125 мм гармати. Там використано систему наведення за лазерним променем і тандемну боєголовку для ураження цілей. Система використовується на танках T-80 та T-90.